# Cor Boonstra

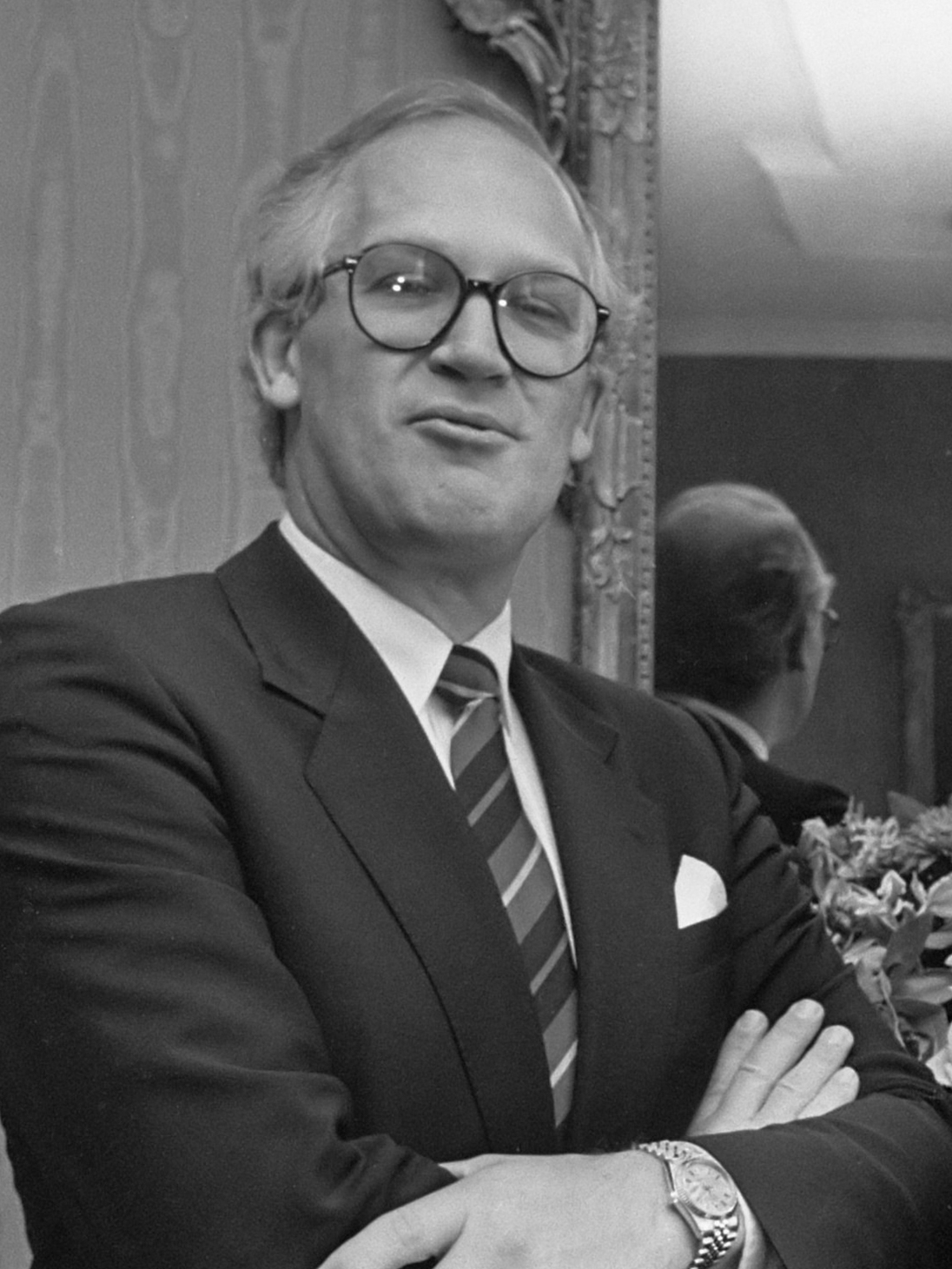
Cor Boonstra (1986)

Cornelis „Cor“ Boonstra (* 7. Januar 1938 in Leeuwarden; † 24. Mai 2025 in Amsterdam) war ein niederländischer Manager, der 1996 bis 2001 Vorstandsvorsitzender von Philips war.

## Leben
Boonstra ging mit 16 Jahren von der Höheren Bürgerschule ab, fuhr zur See, war Marktverkäufer und begann ab 1955 eine Ausbildung bei Unilever. Dort wurde er 1966 in der niederländischen Molkereitochter Zuivel Handel Maatschappij Präsident. Ab 1974 war er bei Sara Lee, wo er zunächst Manager und ab 1978 Präsident der niederländischen Tochter Erdal (u. a. Schuhcreme, später Intradal) war. Nach Übernahme von Douwe-Egberts (DE, Kaffee, Tabak, Lebensmittel) 1978 wurde daraus Sara Lee/DE, wo er 1984 Vorstandsvorsitzender wurde. 1989 wurde Van Nelle übernommen. Er blieb bis 1993 bei Sara Lee.
1994 trat er in den Vorstand von Philips auf Einladung des Vorstandsvorsitzenden Jan Timmer ein und wurde 1996 Vorstandsvorsitzender als Nachfolger von Timmer. Bei Philips war er für die Let’s make things better-Kampagne zuständig und schlug in seiner Zeit als Vorstandsvorsitzender einen harten Sanierungskurs ein, was allerdings auch den Börsenwert verfünffachte. Polygram wurde verkauft, und das Hauptquartier zog von Eindhoven nach Amsterdam.
2000 erhielt er den niederländischen Managementpreis Topman van het Jaar von Managers Netwerk Nederland und den Zeitschriften FEM Business und Managersonline.
Seine Frau Hansje Raatjes-Boonstra entkam 1998 nur knapp und schwer verletzt einer Entführung. Nach seiner Zeit bei Philips war er des Insiderhandels angeklagt, einmal bei Ahold-Aktien und einmal bei Endemol-Aktien, wo seine damalige Freundin, die niederländische Top-Managerin Sylvia Tóth, im Aufsichtsrat saß. Für den Handel mit Ahold-Aktien wurde er zu seiner Geldstrafe verurteilt, im Endemol-Fall 2004 endgültig freigesprochen. Er war Mehrheitsaktionär und Vorsitzender von Koop Holding Europe in Groningen.